# پژوهش‌های ایران‌شناختی
پژوهش‌های ایران‌شناختی نام نشریه‌ای بود که توسط مرکز نشر دانشگاهی به زبان آلمانی و به صورت دوفصل‌نامه منتشر می‌شد. این مجله شامل پژوهش‌هایی در زمینهٔ ایران‌شناسی بود و انتشار آن از سال ۱۳۸۱ آغاز شد. سردبیری این مجله را امید طبیب‌زاده بر عهده داشت. همهٔ شماره‌های نشریه در کانال تلگرامی iranistikzeitschrift قابل دریافت هستند.